# 阿尔伯特·查尔斯·苏厄德
阿尔伯特·查尔斯·苏厄德爵士（英語：Sir Albert Charles Seward，1863年10月9日—1941年4月11日）是一位英国植物学家和地质学家。

## 荣誉
1898年当选皇家学会会士，1922至1924年任伦敦地质学会会长，1925年获得皇家奖章，1934年获達爾文獎章。